# Erling Schroeder
Poul Erling Rolf Schroeder, född 1 mars 1904 i Frederiksberg, död 17 oktober 1989, var en dansk skådespelare och regissör. 

## Filmografi i urval
- 1927 – Vid Västerhavets vågor
- 1927 – Kärlek, knep och knalleffekter
- 1928 – Tjusiga tokars talanger
- 1930 – Snurriga sjömäns sommarskräll
- 1931 – Kärlek, kiv och krigarliv
- 1933 – Pass på pojken
- 1933 – Glada Köpenhamnare
- 1934 – På väg till paradiset
- 1940 – Fröken i köket
- 1941 – Alla gå kring och förälska sig
- 1943 – Som du vil ha' mig
- 1944 – Åtta ackord
- 1947 – Lykke paa rejsen
- 1963 – Tre piger i Paris
- 1970 – Og så er der bal bagefter
- 1972 – Nu går den på Dagmar

## Teater

### Regi
| År   | Produktion                           | Upphovsmän  | Teater                   |
| ---- | ------------------------------------ | ----------- | ------------------------ |
| 1957 | Ett huvud kortare La tête des autres | Marcel Aymé | Upsala-Gävle stadsteater |